# Slantchev Briag

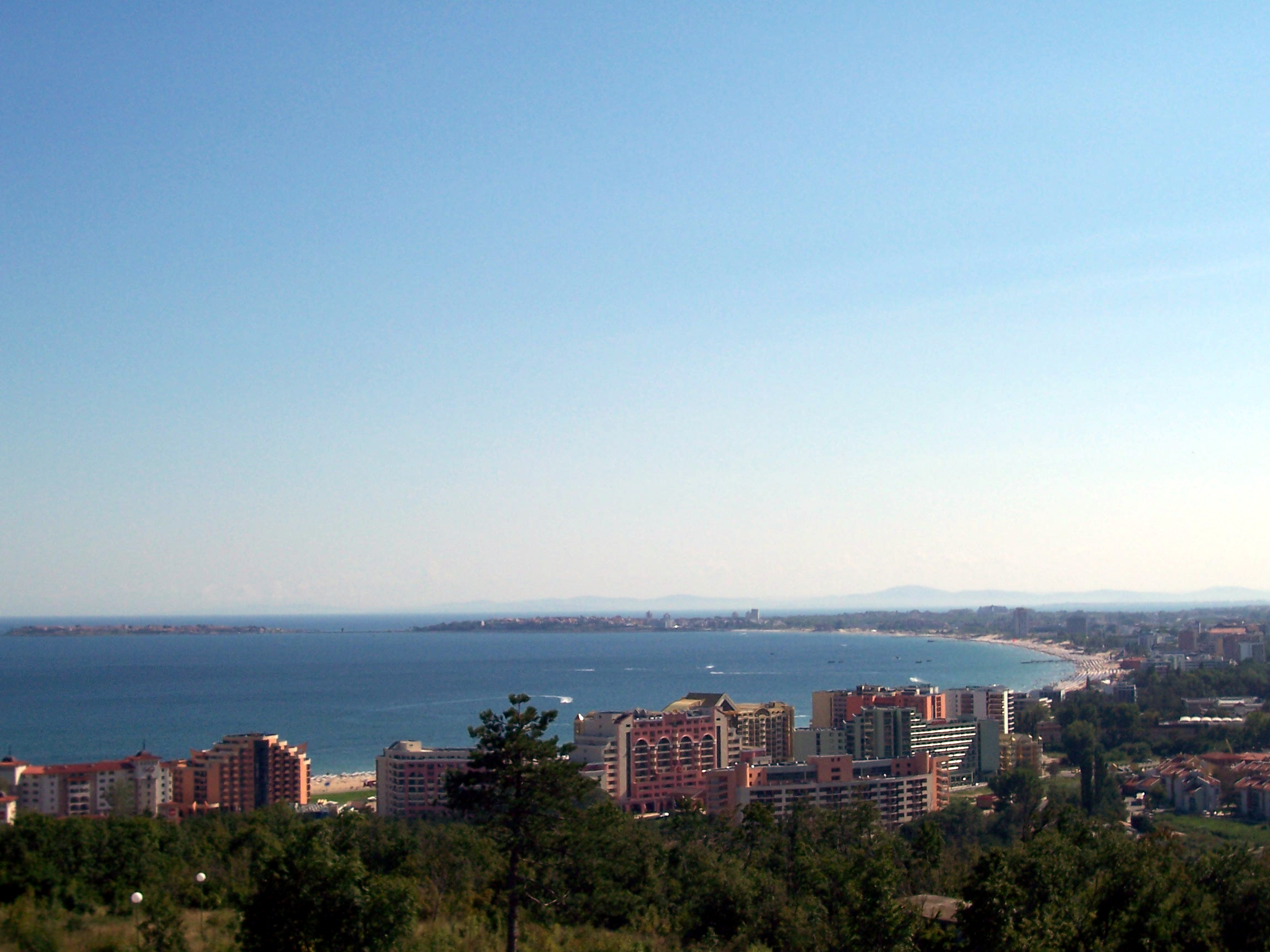
Slănčev brjag vue du nord.

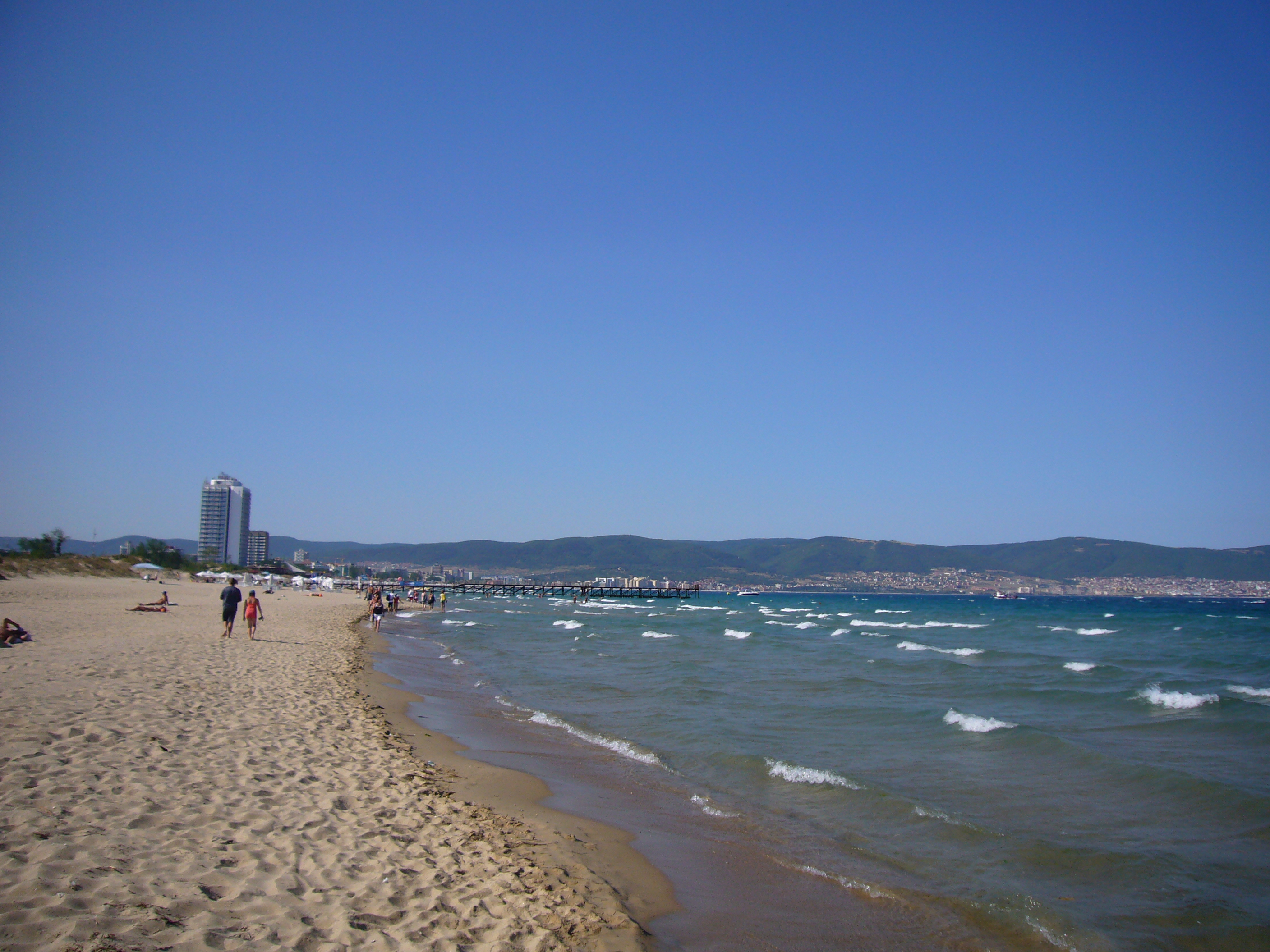
Slănčev brjag vue du sud.

Slantchev Briag (en bulgare : Слънчев бряг, transcription internationale : Slănčev brjag) est la plus importante station balnéaire de Bulgarie. Elle est également connue sous le nom francophone de Côte du Soleil,, le nom allemand Sonnenstrand ou sous le nom anglais Sunny Beach.
Située sur le littoral de la mer Noire entre Varna et Bourgas, à 35 km au sud, elle s'étend le long d'une baie de plus de 9 km de sable fin, baptisée « Côte du Soleil ».
Avec ses innombrables hôtels, restaurants, bars, boutiques, discothèques et boîtes de nuit, Slantchev briag est souvent considérée comme une nouvelle Ibiza, version bulgare. 
Les touristes viennent de toute l'Europe (Grande-Bretagne, Allemagne, Russie, Pays-Bas et Scandinavie) durant la saison estivale, qui s'étend de mai jusqu'à fin septembre. Certains d'entre eux profitent de leur séjour pour acquérir une résidence secondaire, à des tarifs très inférieurs à ceux de l'ouest, dans un pays où l'immobilier est plus que jamais source d'emploi et de devises.     
Slantchev Briag est ainsi devenue en quelques années un véritable poumon économique pour la Bulgarie portée par le tourisme et l'adhésion du pays à l'Union européenne.
Slantchev briag offre de belles vues sur la presqu'île de Nessebar accessible par bateau.

## Architecture
La ville a été principalement construite par l'architecte Nikola Nikolov. Il a notamment conçu le restaurant Casino (1958), l'hôtel Globus (1958), l'hôtel Pirin (1961), l'hôtel Sozopol-Nessebar » (1964) et l'hôtel Europe (1964). 